# 19766 Katiedavis
19766 Katiedavis è un asteroide della fascia principale. Scoperto nel 2000, presenta un'orbita caratterizzata da un semiasse maggiore pari a 2,3471099 UA e da un'eccentricità di 0,1051789, inclinata di 6,59383° rispetto all'eclittica.